# Ol Doinyo Lengaï
L’Ol Doinyo Lengaï est un stratovolcan de Tanzanie situé sur l'escarpement du rift de Gregory, branche orientale du rift est-africain qui parcourt l'Afrique de l'Est du nord au sud. C'est le seul volcan actif de Tanzanie. Ol Doinyo Lengaï, qui signifie « montagne des Dieux », est une locution maa, la langue des Maasaï dont elle est la montagne sacrée. Le volcan fait partie du massif du Ngorongoro et une savane s'étend à ses pieds.

## Géographie

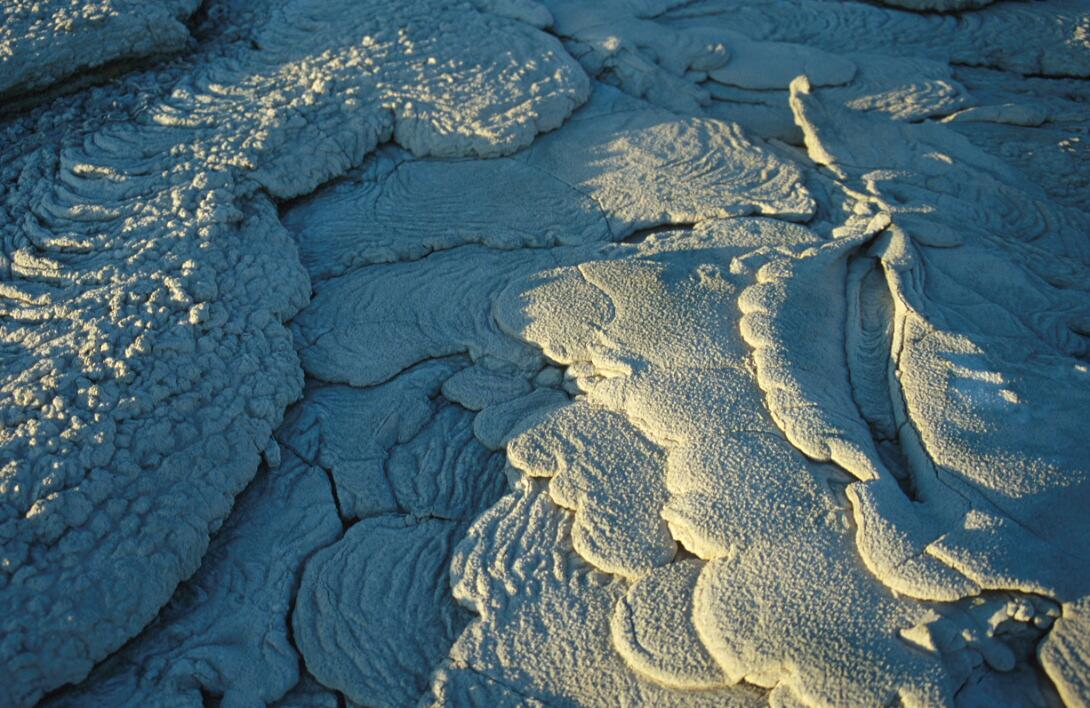
Coulée de carbonatite refroidie dans le cratère.

L'Ol Doinyo Lengaï est situé sur le bord occidental du rift, à 160 kilomètres à l'ouest du Kilimandjaro, au nord-est du cratère du Ngorongoro et au sud du lac Natron. Il culmine à 2 960 mètres d'altitude.
Il est constitué principalement d'une accumulation de téphras avec de rares coulées de lave mais, alors que les autres volcans émettent des laves silicatées, l'Ol Doinyo Lengaï est le seul volcan au monde en activité à émettre de la natrocarbonatite, carbonatite riche en sodium et potassium. Cette lave, composée en majorité de carbonates de sodium (tels que la nyerereite (de) et la gregoryite (en)), contient très peu de silice (moins de 1 %). Ceci lui confère une très grande fluidité, une température de 500 à 550 °C, une teinte noire lorsqu'elle est en fusion et blanche lorsqu'elle refroidit et que ses minéraux s'hydratent avec l'humidité de l'air, donnant ainsi son aspect enneigé au volcan. Néanmoins elle est rougeoyante lorsque la luminosité baisse.

## Histoire

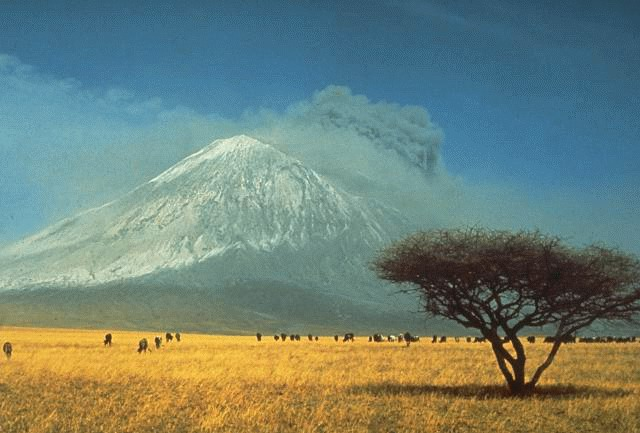
Phase explosive de l'éruption de 1966.

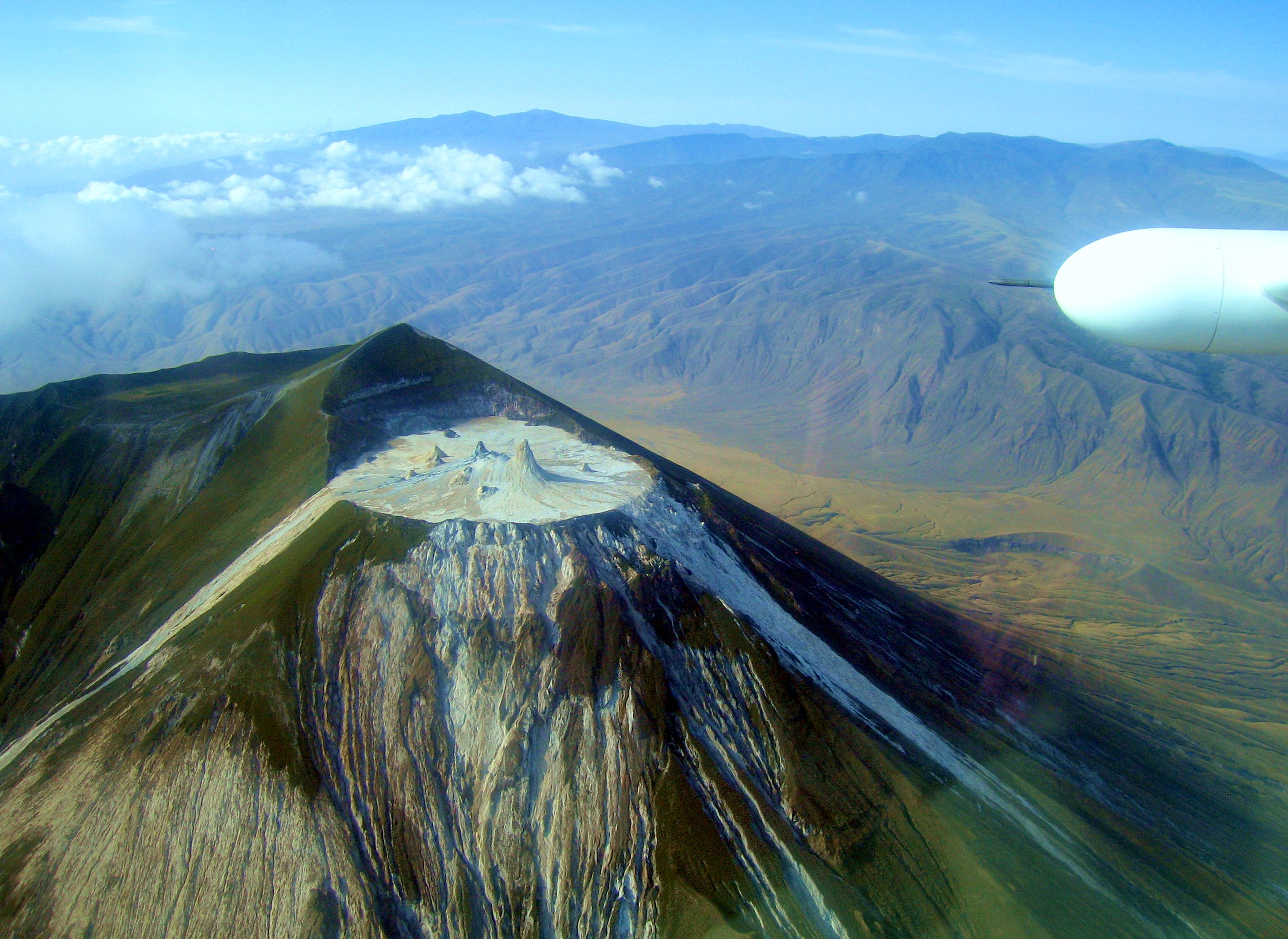
Vue aérienne du cratère sommital en 2006. Le volcan manifeste une activité continue, alternativement au niveau des hornitos situés sur son fond plat (en raison des coulées de natrocarbonatites très fluides à l'origine).

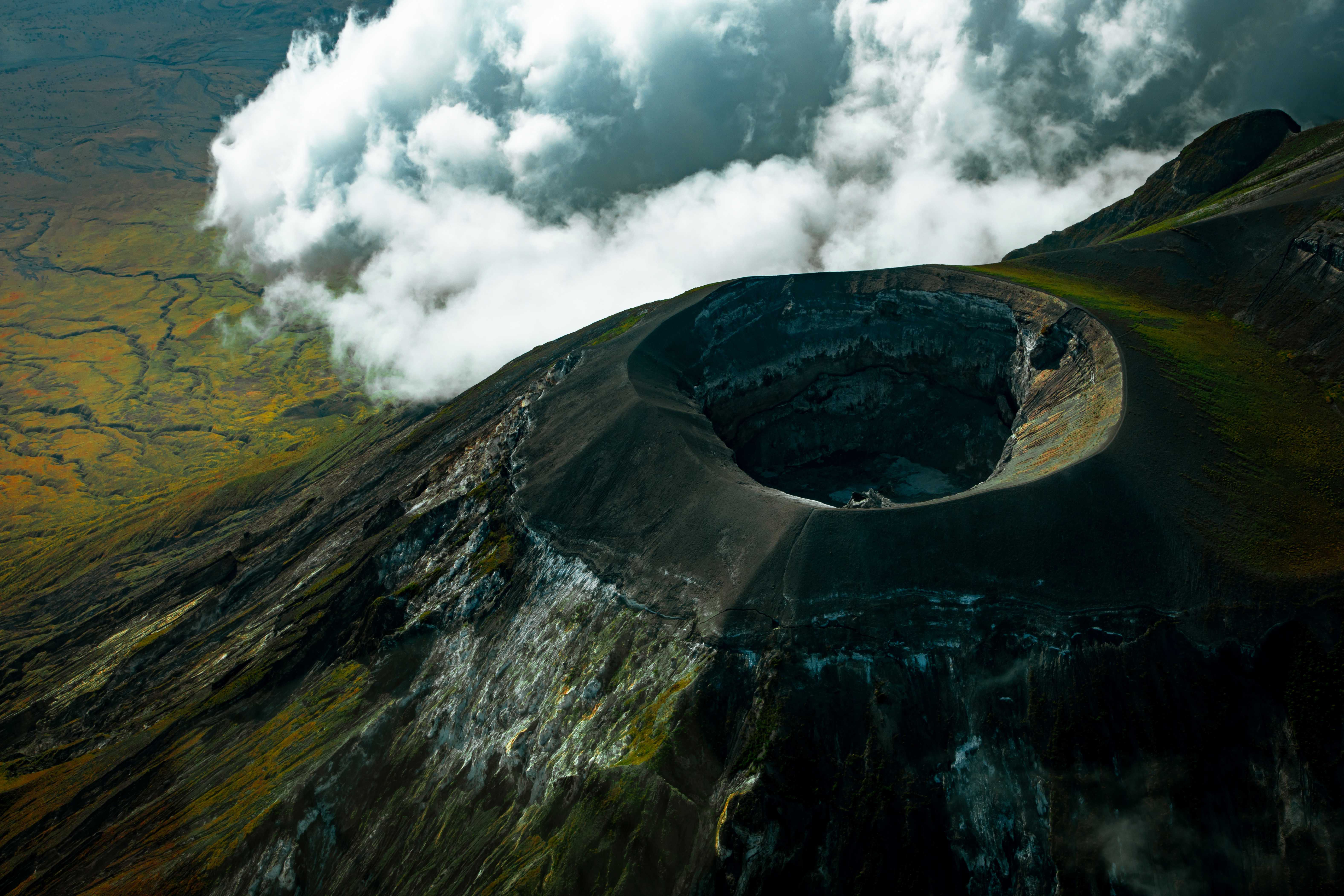
Vue aérienne du cratère en juillet 2019.

L'Ol Doinyo Lengaï est âgé de moins de 370 000 ans, ce qui fait de lui le volcan le plus jeune de cette partie du rift africain. Les grandes éruptions (observées) de ce volcan se sont produites en 1880, de 1914 à 1915, en 1926, de 1940 à 1941, en 1958, de 1960 à 1966, de 1983 à 1993, de 1994 à 1998 et depuis 2007, mais il n'est réellement observé et étudié que depuis les années 1960.
En 1966, le type éruptif est devenu plus explosif, passant à vulcanien puis plinien. Cette éruption a créé un cratère de cinq cents mètres de longueur sur trois cent cinquante mètres de largeur et cent mètres de profondeur au sommet du volcan. Ce cratère s'est rempli lors de l'éruption suivante en 1983. La lave, jaillissant de petits cônes, s'est arrêtée juste en dessous du bord du cratère. À la fin 1998, l'éruption a complètement rempli le cratère et la lave a commencé à déborder sur les pentes du volcan. En 2007, le volcan a changé de régime, redevenant explosif (subplinien) : le mélange entre un magma silicaté de composition néphélinitique et un magma carbonatitique a formé « une colonne plinienne qui a atteint une hauteur maximale de 15 km au-dessus du volcan. Depuis cette éruption, le magma carbonatitique s'épanche de nouveau au fond du cratère, mais il faudra sans doute des décennies pour qu'il le remplisse totalement et qu'il soit de nouveau facilement accessible pour être prélevé et analysé ».
Le 9 avril 2017, une éruption de faible intensité débute avec de nombreux petits épanchements de lave. L'analyse des données GNSS de 2017 à 2024 montre que durant la période de mars à décembre 2022, les flancs du volcan se soulèvent rapidement. En août 2023, ce mouvement continue à un rythme stable, signe pouvant indiquer une prochaine phase éruptive plus importante mais sans que son caractère imminent soit établi.

### Sources
- (en) « Ol Doinyo Lengaï », sur magma.nationalgeographic.com
- (en) « Ol Doinyo Lengai », sur volcano.si.edu